# Saitō Makoto
En aquest nom japonès, el cognom és Saitō.
Saitō Makoto (Mizusawa, 13 de novembre de 1858 – Tòquio, 26 de febrer de 1936) va ser un oficial de la marina i polític japonès.

## Biografia
Nascut a la prefectura d'Iwate, fill d'un samurai del clan Mizusawa. Va fer carrera militar, el 1879 va graduar-se de l'Acadèmia Naval. El 1884 va fer viatge d'estudis als Estats Units i va esdevenir agregat militar de l'ambaixada japonesa.

### Activitat política i militar
Quan el 1888 va tornar al Japó va servir com a membre de l'Estat Major de l'Armada i va ser designat capità dels vaixells de guerra Akitsushima i Itsukushima. Va ser nomenat viceministre de Marina quan va esclatar la guerra russojaponesa (1904-1905). Després va ser nomenat ministre de Marina, càrrec que va ocupar durant 8 anys, des de 1906 a 1914, des del primer govern de Saionji Kinmochi fins al primer de Yamamoto Gonnohyōe. Va continuar la tasca d'ampliació i modernització de l'armada; també va ser ascendit a almirall, l'any 1912.
De 1919 a 1927 va ser Governador General de Corea; durant el seu mandat es va promoure més l'administració civil i militar. El darrer any va participar en la Conferència de Ginebra sobre el desarmament com a comissionat plenipotenciari. Quan va tornar de la conferència, va renunciar al càrrec de governador i, d'altra banda, va ser nomenat membre del Consell Privat.

### Primer ministre
Després de l'assassinat d'Inukai Tsuyoshi el 1932, a resultes del cop d'estat del 15 de maig, va ser nomenat primer ministre en un govern d'unitat nacional, mantenint el general Sadao Araki com a ministre de Guerra. Durant el seu mandat es van prendre decisions com el reconeixement de l'estat titella de Manxukuo i l'abandonament de la Societat de Nacions. El seu govern va dimitir en bloc el 1934 després d'un escàndol vinculat a un cas de suborns amb l'empresa tèxtil Teijin.

### Mort
Poc després va esdevenir Guardià del Segell Privat, però va morir assassinat durant els fets del 26 de febrer de 1936 a mans d'uns oficials extremistes, que el consideraven massa moderat.